# Маркшейдерська зйомка
Маркшейдерська зйомка — комплекс польових і камеральних робіт, які мають своєю метою зображення на папері умовними знаками місцевих предметів, наземних (відкритих) і підземних гірничих виробок та рельєфу ділянки земної поверхні.